# Подземный механизированный бункер
Подземные механизированные бункеры как важное вспомогательное средство способствуют повышению пропускных возможностей, надёжности и эффективности использования транспортной системы, Их роль существенно возрастает при внедрении конвейеризации. Они позволяют компенсировать неравномерность поступления грузов и отказы тех или иных машин.
Механизированные бункеры используют не только во время строительства шахт, но и в период их эксплуатации. Установленные в выработках типовых поперечных сечений, они, как правило, не требуют большого дополнительного объёма горных работ и значительного перепада высот между пунктами загрузки и разгрузки материала, устраняют создание сводов и застревание кусков породной массы в выпускных створах. Благодаря бункерам скорость проведения подготовительных выработок увеличивается примерно в 1,5 раза.

Бункер подземный: 1 — аккумулирующий жёлоб, 2 -скребковый донный конвейер, 3 — приводная секция, 4 — рабочий орган, 5 — линейные секции, 6 — концевая секция

Наибольшее распространение приобрели скребковые подземные механизированные бункеры, которые имеют простую, прочную и компактную конструкцию. Такой бункер (см. рисунок) состоит из аккумулирующего жёлоба 1, скребкового донного конвейера 2, механизма передвижения и системы автоматизированного управления. Конвейер, кроме рабочего органа 4, включает приводную (3), линейные (5) и концевую (6) секции.
Обозначения базовых типоразмеров бункеров содержат буквы БС (бункер скребковый) и цифры, которые показывают их вместимость (35, 60, 90, 120 и 160 м3).
При выборе бункеров помимо горнотехнических факторов учитываются физико-механические свойства груза и технические возможности цепного рабочего органа (конвейера).